# Сенкибай-батыр
Сенкибай Оразгулулы (1707, Каркаралинский район — 1786) — казахский батыр. Происходит из подрода кара-шор рода Каракесек племени Аргын

## Биография
Один из батыров Сарыарки, участвовавших в битвах с Джунгарами в урочищах Алаколь, Буланты и Анракай. Сенкибай со своими воинами входил в ополчение Канжыагалы Богенбай-батыра. В народе бытуют памятные сказания о великих батырах казахского народа, среди них упоминается имя этого исторического лица в следующей форме
«...в Карашоре – Сенкибай». Здесь Карашор – родовая группа, с которой связано происхождение Сенкибай батыра.
Согласно преданиям, Сенкибай родился в семье батыра Оразгула, сына Бекбаса. Оразгул, прозванный в народе Ожан, видный исторический деятель, был человеком справедливым и щедрым, имел несколько жен и многочисленных сыновей, среди которых Сенкибай был самым старшим. Помимо Сенкибая, среди потомков Оразгула известны такие выдающиеся личности, как Алимхан Ермеков, Касым Аманжолов. Сенкибай, начавший участвовать в походах и сражениях с 16–17 летнего возраста, еще подростком был отмечен Канжыагалы Богенбай-батыром. Согласно фольклорным данным, Богенбай его приметил, будучи в гостях у его отца Оразгула на жайлау в долине реки Жарлы, что на территории современного Каркаралинского района. Престарелый Кожас, прадед Сенкибая, будто бы лично представил своего правнука прославленному батыру. Участвовавший в многочисленных сражениях с Джунгарами, Сенкибай в одной битве на реке Нура, в поединке одолел храброго батыра Хорена. В пожилые годы Сенкибай стал мудрым бием, одаренным святостью. Би-ата – так звали его в народе...
Могила Сенкибая Оразгулулы всегда пользовалась святостью в народе, она посещалась паломниками и в советское время, когда подобные действия не одобрялись официальной идеологией. За ней осуществлялся негласный уход со стороны старейших жителей региона. Начиная с 1980-х гг. мавзолей несколько раз обновлялся. Современный купольный мавзолей имеет округлую форму, сооружен из заводского кирпича. Возле него расположены могилы XIX – начала XX в. Рядом находится дом для паломников, в котором люди могут отдохнуть, переночевать. Многие из современных туристов и паломников останавливаются и в селе Талды, неподалеку от памятника. В 30 км от мавзолея проходит автострада республиканского и международного значения Алматы – Астана – Екатеринбург. Вокруг мавзолея, в долине реки Талдынура, находятся многочисленные памятники эпохи бронзы, раннего железного века, эпохи средневековья. В составе могильника Каражартас исследован объемный каменный мавзолей бегазы-дандыбаевской культуры. Некоторые курганы сакского времени высотой до 3–4 м и диаметром 35–40 м имеют облик «царских» гробниц. В настоящее время целесообразным является создание в этой местности специального историко-археологического парка или заказника. 

## Память
- В Каркаралинском районе в честь батыра установлен памятник. В городе Каркаралинск его именем названа улица
- Он оставил после себя много потомков, которые сейчас живут в Караганде и в Каркаралинском районе
- В 1997 году и возвели мавзолей на месте упокоения своего прославленного предка.
- Мавзолей окружают 10 небольших мазаров судя по материалу кладки, их возводили в разное время
- В этом случае мавзолей Сенкибай-Батыра - некропольобразующий памятник.